# الدوري المكسيكي الممتاز 1960–61
الدوري المكسيكي الممتاز 1960-61 (بالإسبانية: Primera División de México 1960-61)‏ هو الموسم 18 من الدوري المكسيكي الممتاز. أقيم خلال الفترة 3 يوليو 1960 وحتى 15 يناير 1961، وأشرف على تنظيمه اتحاد المكسيك لكرة القدم، وكان عدد الأندية المشاركة فيه 14، وفاز فيه نادي غوادالاخارا.